# Magda Kerssebeeck
Magda Kerssebeeck (Martelsmar, 19 dicembre 1953) è un'ex cestista belga.

## Carriera
Con il Belgio ha disputato i Campionati europei del 1976.